# Pello Bilbao
Pello Bilbao López de Armentia (Gernika-Lumo, 1990. február 25. –) baszk profi kerékpáros. Jelenleg a Bahrain Victorious csapatban versenyez.

## Eredményei
2007
3. - Trofeo Fernando Escartin - Junior
2011
2. - Tour de Vendée
7. - Prueba Villafranca de Ordizia
2012
10., összetettben - Vuelta a Asturias
2013
7., összetettben - Vuelta a Asturias
2014
1. - Klasika Primavera
7., összetettben - Tour of Norway
8. - Grand Prix d'Ouverture La Marseillaise
2015
1., hegyi pontverseny -Vuelta a Andalucía
1. - 6. szakasz - Tour of Turkey
1., összetettben - Tour de Beauce
4., összetettben - Vuelta a Castilla y León
1. - 1. szakasz
1. - pontverseny
7., összetettben - Tour du Gévaudan Languedoc-Roussilon
2016
1. - 2. szakasz - Tour of Turkey
7. - Milánó-Torino
9., összetettben - Tour of Norway

## Grand Tour eredményei
| Grand Tour | 2014 | 2015 | 2016 | 2017 | 2018 | 2019 | 2020 | 2021 |
| ---------- | ---- | ---- | ---- | ---- | ---- | ---- | ---- | ---- |
| Giro       | –    | –    | –    | 66.  | 6.   | 31.  | 5.   | 13.  |
| Tour       | –    | –    | –    | –    | –    | 54.  | 16.  |      |
| Vuelta     | 60.  | 97.  | 78.  | 23.  | 27.  | –    | –    |      |

## Külső hivatkozások
- Hivatalos oldal (spanyolul)